# WMF Group
WMF GmbH (Württembergische Metallwarenfabrik) er en tysk producent af køkkengrej, kogegrej og bestik. Metallwarenfabrik Straub & Schweizer blev grundlagt i 1853 af Daniel Straub sammen med sine brødre. Efter en fusion med med Ritter & Co. i 1880 blev det til Württembergische Metallwarenfabrik AG. Virksomheden har hovedkvarter i Geislingen an der Steige, Baden-Württemberg. Siden 2016 var virksomheden været en del af franske Groupe SEB.
Virksomhedens produkter sælges under seks mærker: WMF, Silit, Kaiser, Schaerer, Hepp og Curtis. De har 6.500 ansatte og en årsomsætning på 1,1 mia. euro.